# جونوش (مقاطعة فراهان)
جونوش (بالفارسية: جونوش) هي قرية تقع في مركزي في إيران. يقدر عدد سكانها بـ 125 نسمة بحسب إحصاء 2016.